# 費拉迪聖安娜州立大學
費拉迪聖安娜州立大學（葡萄牙語：Universidade Estadual de Feira de Santana，簡稱UEFS） 是一所巴西的公立高等教育院校，位於巴伊亞的費拉迪聖安娜。截至1990年代，他曾是該市的唯一大學。
目前，大學設有27個畢業課程，每年提供765個學額作第三學位，平均每班有17.85名學生。